# Francesco D’Ovidio
Francesco D’Ovidio, född 5 december 1849, död 24 november 1925, var en italiensk filolog.
D'Ovidio tillhörde den generation av språkforskare, som med Graziadio Isaia Ascoli i spetsen grundlade den moderna italienska filologin och lingvistiken. Hans främsta arbeten berör Dante, Studii sulla Divina commedia (1901) och Nuovi studii danteschi (1908) eller Alessandro Manzoni, Discussioni manzoniane (1886) och Nuovi studii manzoniani (1908). Ett flertal artiklar var litteraturkritiska som Saggi critici (1879) eller behandlar metrik som Versificazione italiana e arte poetica medioevale (1910), några avhandlingar berörde lingvistiken.